# صبحي البشيتي
الدكتور صبحي البشيتي

## الولادة والنشأة
ولد الدكتور صبحي البشيتي في مدينة القدس عام 1961 تربى وترعرع في ربوعها في أسرة مقدسية  متواضعة.
تلقى تعليمه الابتدائي في مدرسة كفر عقب وتعليمه الثانوي في المدرسة الرشيديه في القدس حيث تخرج منها عام 1980.

## شهاداته
- حصل على البكالوريوس في التربية تخصص تربية ابتدائية بدرجة جيد جدا.
- كما وحصل على الماجستير في التعليم الأساسي واساليبه بدرجة امتياز.
- كما وحصل على الدكتوراة في علم النفس التربوي بدرجة امتياز عن اطروحته " النفس والصحة النفسية بين القران ونظريات فرويد الوضعية "

## أشعاره
- يجيد أربعة لغات قراءة وكتابة ونطق  هي العربية والإنجليزية والعبرية والبوسنية.
- تميز بحبه للعلم والتعليم فهو أديب وشاعر مخضرم  وله الكثير من القصائد الوطنية  والامسيات  الشعرية وقد لقبه محبوه ومعجبوه  «بشاعر الأقصى» [1]
- تتمركز كتاباته على حب الوطن  والنقد اللاذع للانظمه المتخاذلة  على نصرة الأقصى وفلسطين.[2]

## مؤلفاته
له الكثير من الأبحاث العلمية في علم النفس وله الكثير من الخواطر والقصائد البنّاءة.
صدرله مجموعة من الكتب منها
1. كتاب اختبار الذكاء
2. ديوان شعر بعنوان " دماء ودموع على ابواب القدس "